# Nederland op het Eurovisiesongfestival 1987
Nederland nam deel aan het Eurovisiesongfestival 1987 in de Belgische hoofdstad Brussel. Het was de 31ste deelname van het land aan het Eurovisiesongfestival. De NOS was verantwoordelijk voor de Nederlandse bijdrage.

## Selectieprocedure
Marga Bult werd intern gekozen om Nederland te vertegenwoordigen op het Eurovisiesongfestival. Zij koos ervoor om deel te nemen onder de naam Marcha.
Het lied werd gekozen via het Nationaal Songfestival, dat op 25 maart 1987 gehouden werd in het Koninklijk Conservatorium in Den Haag. De show werd gepresenteerd door Astrid Joosten. Zes liedjes namen deel aan deze finale, die allemaal werden gezongen door Marcha. Het winnende lied werd gekozen door 12 regionale jury's.
| Volgorde | Lied                    | Punten | Plaats |
| -------- | ----------------------- | ------ | ------ |
| 1        | Verliefd zijn           | 191    | 4      |
| 2        | Big Ben of Nôtre Dame   | 213    | 2      |
| 3        | Rechtop in de wind      | 296    | 1      |
| 4        | Morgen                  | 208    | 3      |
| 5        | Het leven is een cadeau | 170    | 6      |
| 6        | Buiten jou              | 182    | 5      |

## In België
Nederland moest tijdens het Eurovisiesongfestival als twaalfde van 22 landen aantreden, voorafgegaan door Griekenland en gevolgd door Luxemburg. Op het einde van de puntentelling bleek dat Marcha op de vijfde plaats was geëindigd met een totaal van 83 punten. Van Frankrijk ontving ze het maximum van 12 punten. België had geen punten over voor het Nederlandse lied.

### Gekregen punten
| 12 punten         | 10 punten              | 8 punten                            | 7 punten                            | 6 punten  |
| ----------------- | ---------------------- | ----------------------------------- | ----------------------------------- | --------- |
| - Frankrijk       | - Italië - Zwitserland | - Joegoslavië - Luxemburg           | - Turkije                           | - Ierland |
| 5 punten          | 4 punten               | 3 punten                            | 2 punten                            | 1 punt    |
| - Israël - Spanje |                        | - Griekenland - Verenigd Koninkrijk | - Denemarken - Finland - Oostenrijk |           |

### Punten gegeven door Nederland
Punten gegeven in de finale:
| 12 punten | Ierland     |
| 10 punten | Duitsland   |
| 8 punten  | Finland     |
| 7 punten  | Zwitserland |
| 6 punten  | Denemarken  |
| 5 punten  | Griekenland |
| 4 punten  | Noorwegen   |
| 3 punten  | Israël      |
| 2 punten  | Cyprus      |
| 1 punt    | Frankrijk   |

1956 · 1957 · 1958 · 1959 · 1960 · 1961 · 1962 · 1963 · 1964 · 1965 · 1966 · 1967 · 1968 · 1969 · 1970 · 1971 · 1972 · 1973 · 1974 · 1975 · 1976 · 1977 · 1978 · 1979 · 1980 · 1981 · 1982 · 1983 · 1984 · 1985 · 1986 · 1987 · 1988 · 1989 · 1990 · 1991 · 1992 · 1993 · 1994 · 1995 · 1996 · 1997 · 1998 · 1999 · 2000 · 2001 · 2002 · 2003 · 2004 · 2005 · 2006 · 2007 · 2008 · 2009 · 2010 · 2011 · 2012 · 2013 · 2014 · 2015 · 2016 · 2017 · 2018 · 2019 · 2020 · 2021 · 2022 · 2023 · 2024 · 2025